# Robert Simpson (meteorologista)
Robert Simpson também conhecido por Bob Simposon (Texas, 19 de novembro de 1912 – Washington, D.C., 18 de dezembro de 2014) foi um meteorologista norte-americano. Foi o fundador da Escala de furacões de Saffir-Simpson junto com Herbert Saffir. Especialista em furacões, foi o primeiro diretor do National Hurricane Research Project (NHRP). Também foi diretor do Centro Nacional de Furacões. Foi bacharelado em física da Southwestern University em 1933 e mestrado em física pela Universidade Emory em 1935. Morreu aos 102 anos de idade.

## Biografia
Nascido em Corpus Christi, Texas, Simpson sobreviveu aos 6 anos de idade ao furacão de 1919 que matou mais de 770 pessoas na Flórida e no Texas.
Simpson era mais conhecido como sendo parte da equipe que criou a escala de vento de furacões Saffir-Simpson, onde as tempestades são categorizadas de 1 a 5 com base em quanto dano eles podem causar.
Depois de receber um mestrado em Física pela Universidade Emory, mudou-se para Miami e esteve em vários voos em furacões, como instrutor de clima tropical na escola de meteorologia da Força Aérea dos Estados Unidos.
Morreu em casa, aos 102 anos de idade.